# Heinz von Foerster
Heinz von Foerster (Viena, 13 de novembro de 1911 — Pescadero, California, 2 de outubro de 2002) foi um cientista austríaco-americano que combinou a física com a filosofia. Juntamente com Warren McCulloch, Norbert Wiener, John von Neumann, Lawrence J. Fogel, Gregory Bateson, Humberto Maturana, Francisco Varela e outros, von Foerster foi um dos arquitetos da cibernética.